# 안악 노암리 고인돌
노암리 고인돌(路岩里-)은 황해남도 안악군 노암리에 있는 고인돌이다.
이 고인돌은 북방식으로, 북방식 고인돌은 땅 위에 판 돌인 '판석(板石)'을 세워 긴 네모꼴의 무덤칸을 들고 시신을 넣은 뒤 그 위에 넓은 덮개돌 '상석(上石)'을 올려서 만든다. 노암리 고인돌은 짧은 쪽의 판돌 두 개가 사라져버린 상태이다. 전체 높이가 3.0m, 덮개돌은 길이 7.7m, 무게 41.5t톤으로 안악군 일대에서 가장 큰 고인돌이다.